# Etolia

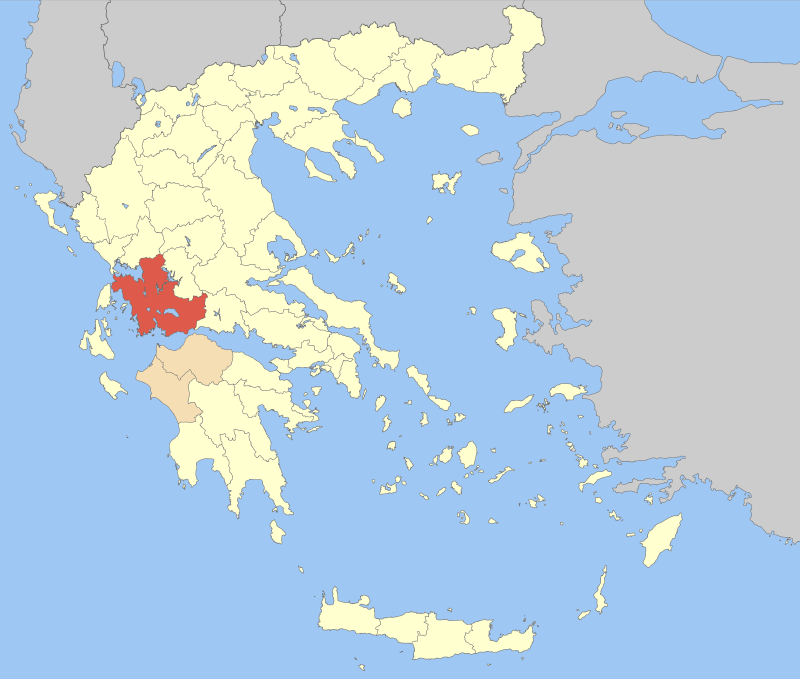
Ubicación de la unidad periférica de Etolia-Acarnania.

Etolia (en griego antiguo Αἰτωλία, Aitōlía; en griego moderno Αιτωλία, Etolía; en latín Ætolia) es una región montañosa de Grecia en la costa norte del golfo de Corinto, que conforma en gran parte la unidad periférica de Etolia-Acarnania. Su capital es la localidad de Messolonghi, pero la ciudad más importante económica y demográficamente es Agrinion. Hasta el 1 de enero de 2011 fue una de las 51 prefecturas en que se dividía el país.

## Geografía
El río Aqueloo separa Etolia de Acarnania al oeste; al norte tiene fronteras con Epiro y Tesalia; al este con los locrios ozolos; y al sur la entrada del golfo de Corinto definía los límites de Etolia.
La prolongación de la cordillera del Pindo, forma una cadena que sirve de límite oriental con la Fócida, donde la abundante vegetación arborescente favorece la recogida de las lluvias e impide una fuerte erosión destructiva, con lo que las fuentes de agua son abundantes y forman verdaderos ríos, como el Aqueloo, que incluso llegó a ser navegable en su curso bajo, hecho excepcional este de la navegabilidad de los ríos griegos, ya que no fueron usuales estos sistemas de comunicación en el contexto helénico.
Los grandes plegamientos que recorren en la mayor parte esta región configuran un paisaje abrupto propicio para el desarrollo ganadero y, por lo tanto, escasamente poblado en núcleos dispersos dedicados a estos sistemas de vida.
Como contraposición la llanura abierta al mar y a su influencia climática, recorrida asimismo por el río Aqueloo, permíte los cultivos agrarios típicos del Mediterráneo, si bien hay algunas zonas pantanosas en el delta del río que, junto a la existencia de algunos lagos, como el Triconida, caracterizan conjuntamente esta unidad de Etolia.
La llanura configura las posibilidades de crear núcleos urbanos, que aunque no muy desarrollados, son los únicos exponentes de la región. Nos referimos a Estrato y Termo como los dos centros más importantes, el primero en el curso del Aqueloo, el segundo centro religioso cercano al lago Triconida y en la ruta hacia Naupacto.

## Historia

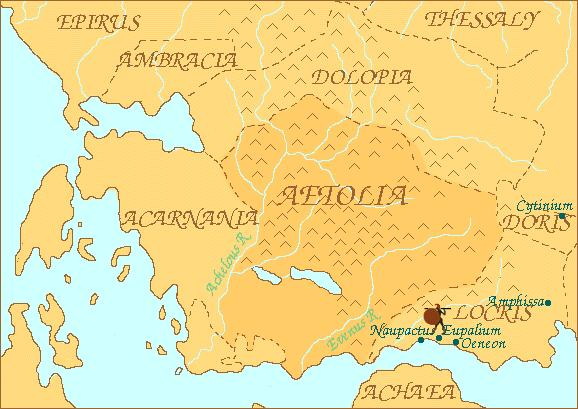
La antigua región de Etolia (Grecia).

Los pueblos conocidos como los curetes y los léleges originalmente habitaban en el país, pero griegos de Elis, conducidos por el mítico epónimo Etolo, fundaron colonias. Los etolios tomaron parte en la guerra de Troya, mandados por su rey: Toas. También fueron famosos por la piratería, al menos hasta bien entrado el período helenístico.
Los etolios fundaron una liga unida en los primeros tiempos, pronto se convirtió en una poderosa confederación militar, había sido originalmente organizada durante el reinado de Filipo II por las ciudades de Etolia para su mutuo beneficio y protección, y llegó a ser una formidable rival de los monarcas macedonios y de la Liga Aquea. La Liga era una de las instituciones políticas más efectivas que se produjo en su época. 
Diferente a la Aquea, había una división entre miembros plenos de la Liga y miembros aliados sobre los cuales Etolia mantenía la hegemonía. Esto, sin embargo, permitió que Etolia mantuviera una democracia mucho más genuina y las reuniones bianuales de la asamblea de la liga coincidían con juegos con el propósito de que una proporción más alta de los ciudadanos acudiría en persona. 
Los etolios tomaron parte por Antíoco III contra la República romana, y con la derrota del monarca en 189 a. C., fueron virtualmente sometidos a Roma. Después de la conquista de los aqueos por Lucio Mumio en 146 a. C., Etolia llegó a formar parte de la provincia romana de Acaya.
La reputación de Etolia ha sufrido un trato bastante hostil en las fuentes. Se considera que Polibio tiene un fuerte prejuicio anti etolio debido a que dependió del adversario de Etolia, Arato de Sición.
Durante la Edad Media, Etolia fue parte del Imperio bizantino y después pasó al Imperio otomano: Después de un intento relativamente fallido de colonización tomaron una cantidad simbólica de esclavos y recursos de la región, después salieron.